# Alberto Mendes Júnior
Alberto Mendes Júnior (São Paulo, 24 de janeiro de 1947 – Sete Barras, 10 de maio de 1970) mais conhecido como Tenente Mendes, foi um oficial da Força Pública do estado de São Paulo durante a Ditadura Militar no Brasil. É considerado herói e patrono da Polícia Militar. Depois de seu assassinato, foi promovido post-mortem ao posto de Capitão.

## Biografia
Em 15 de fevereiro de 1965 passou a fazer parte dos quadros da Força Pública do estado de São Paulo, ao ser aprovado nos exames para ingresso no Curso Preparatório de Formação de Oficiais. Foi declarado aspirante a oficial em 21 de abril de 1969. Passou a fazer parte do 15º Batalhão de Polícia e em 15 de novembro de 1969 foi promovido a 2º Tenente.
Em 6 de fevereiro de 1970, foi apresentado ao 1º Batalhão de Polícia de Choque "Tobias de Aguiar" com sede no Quartel da Luz, em razão da sua transferência por conveniência do serviço.

## Vale do Ribeira
Nos dias 16 de abril de 1970 e 18 de abril de 1970 foram presos respectivamente no Rio de Janeiro, Celso Lungaretti e Maria do Carmo Brito, ambos militantes da Vanguarda Popular Revolucionária (VPR), uma das organizações de esquerda operando contra a Ditadura civil-militar brasileira.
Ao serem interrogados, os dois informaram que desde janeiro de 1970, a VPR, com a colaboração de outras organizações comunistas, instalara uma área de treinamento de guerrilhas, na região de Jacupiranga, próxima a Registro, no Vale da Ribeira, no estado de São Paulo, sob o comando do ex-capitão desertor do Exército Carlos Lamarca. No dia 19 de abril de 1970, tropas do Exército e da Polícia Militar do Estado de São Paulo foram deslocadas para a área, a fim de verificar a autenticidade das declarações dos dois militantes presos e neutralizar a área, prendendo, se possível os seus 18 ocupantes. No início de maio, uma parte da tropa da Polícia Militar foi retirada da área, permanecendo, apenas, um pelotão. Como voluntário para comandá-lo, apresentou-se um jovem de 23 anos, o tenente Alberto Mendes Júnior.
No dia 8 de maio, sete guerrilheiros chefiados por Carlos Lamarca, que estavam numa pick-up, ao pararem num posto de gasolina em Eldorado Paulista, foram abordados por policiais que, imediatamente, foram alvejados por tiros que partiram dos que ocupavam o veículo e que após o tiroteio fugiram para Sete Barras.
Ciente do ocorrido, o Tenente Mendes organizou uma patrulha, que, em duas viaturas, dirigiu-se de Sete Barras para Eldorado Paulista. Cerca das 21:00 horas, houve o encontro com os guerrilheiros que estavam armados com fuzis FAL enquanto que os PMs portavam o fuzil Mauser modelo 1908. Vários PMs foram feridos e o Tenente Mendes verificou que diversos de seus comandados estavam necessitando urgentes socorros médicos. Um dos guerrilheiros gritou-lhes para que se entregassem. Julgando-se cercado, o oficial aceitou render-se, desde que seus homens pudessem receber o socorro necessário. Tendo os demais componentes da patrulha permanecido como reféns, o Tenente levou os feridos para Sete Barras.
De madrugada, a pé e sozinho, o Tenente Mendes buscou contato com os guerrilheiros, preocupado que estava com o restante de seus homens. Encontrou Lamarca que decidiu seguir com seus companheiros e os prisioneiros para Sete Barras. Ao se aproximarem dessa localidade foram surpreendidos por um tiroteio, ocasião em que dois guerrilheiros, Edmauro Gopfert e José Araújo Nóbrega, desgarraram-se do grupo e os cinco restantes embrenharam-se no mato, levando consigo o Tenente Mendes.

## Tribunal revolucionário
Depois de caminharem um dia e meio na mata, os guerrilheiros e o Tenente pararam para descansar. Nesta ocasião Carlos Lamarca, Yoshitame Fugimore e Diógenes Sobrosa de Souza afastaram-se e formaram um tribunal revolucionário que resolveu executar Tenente Mendes pelos crimes frios cometidos em nome das Forças Militares e do Governo. Os outros dois Ariston Oliveira Lucena e Gilberto Faria Lima ficaram vigiando o prisioneiro.
Poucos minutos depois, os três retornaram, e, acercando-se por trás do oficial, Yoshitame Fugimore desfechou-lhe golpes na cabeça, com a coronha de um fuzil. Diógenes Sobrosa de Souza desferiu-lhe outros golpes na cabeça, esfacelando-a. Ali mesmo, numa pequena vala e com seus coturnos ao lado da cabeça esmagada, o Tenente Mendes foi enterrado.
Em 8 de setembro, Ariston Lucena foi preso pelo DOI/CODI/IIEx e apontou, no local, onde o Tenente estava enterrado. Seu corpo foi exumado, em segredo, pelos agentes do DOI pois os companheiros do Tenente queriam linchar Ariston.

## Algozes
Dos cinco guerrilheiros que participaram do assassinato do Tenente Mendes, sabe-se que:
- Carlos Lamarca, morreu na tarde de 17 de setembro de 1971, no interior da Bahia, morto pelo DOI/CODI/Salvador;[7]
- Yoshitame Fugimore, morreu em 5 de dezembro de 1970, em São Paulo, morto pelo DOI/CODI/SP;[8]
- Diógenes Sobrosa de Souza, foi preso em 12 de dezembro de 1970, no Rio Grande do Sul. Em novembro de 71 foi condenado à pena de morte (existia na época esta punição para aqueles considerados terroristas, que nunca foi usada formalmente). Em fins de 1979, com a anistia foi libertado;[4]
- Gilberto Faria Lima (codinome Zorro), guerrilheiro infiltrado trabalhando para a polícia, que provavelmente fugiu para o exterior ainda durante os anos de chumbo;[9]
- Ariston Lucena, foi condenado à pena de morte após a anistia foi libertado. Faleceu em 2013.[4]

## Homenagens
Em sua homenagem foi instituída pela Alesp a Medalha Eterno Herói - Capitão PM Alberto Mendes Júnior.
É patrono do 14º BPM/I, Registro (São Paulo), que inaugurou em sua lembrança um monumento em Sete Barras. O pátio principal da Academia de Polícia Militar do Barro Branco recebe seu nome e há no local um busto seu. Também há um busto em sua memória na entrada principal do QCG – Quartel do Comando Geral da Instituição, Praça Coronel Fernando Prestes. O pátio do 1 º BPChq (Batalhão Tobias de Aguiar) possui um memorial em mármore e bronze com sua silhueta e espada.
A lei estadual de São Paulo 13.026/2008 institui o "Dia do Herói Policial Militar", a ser comemorado em 10 de maio, data do falecimento de Mendes.
Em 2024, foi instituído o "Dia dos Heróis da PM", que também será comemorado em 10 de maio.